# 단테스 인페르노
《단테스 인페르노》(Dante's Inferno: An Animated Epic)는 대한민국에서 제작된 김상진 감독의 2010년 애니메이션, 액션, 공포 영화이다. 마크 해밀 등이 주연으로 출연하였고 조 고예트 등이 제작에 참여하였다.

## 출연

### 주연
- 마크 해밀
- 스티브 브럼

### 조연
- 케빈 마이클 리처드슨
- 그레이 딜라일
- 그레이엄 맥타비쉬
- 빅토리아 테넌트
- 바네사 브랜치
- 니콜라스 게스트
- 바네사 마샬
- 니카 푸터만
- 샤롯 콘웰
- J. 그랜트 엘브레트
- 피터 제솝
- H. 리처드 그린
- 톰 테이트
- 바트 맥카시
- 쉘리 오닐
- 그레그 일리스

## 기타
- 프로듀서: 카린 데이비스
- Ass-PD: 짐 와이어트
- Overseas Manager: 김은성